# Actinochaeta carlosalbertoi
Actinochaeta carlosalbertoi là một loài ruồi trong họ Tachinidae.